# Robert Toberentz

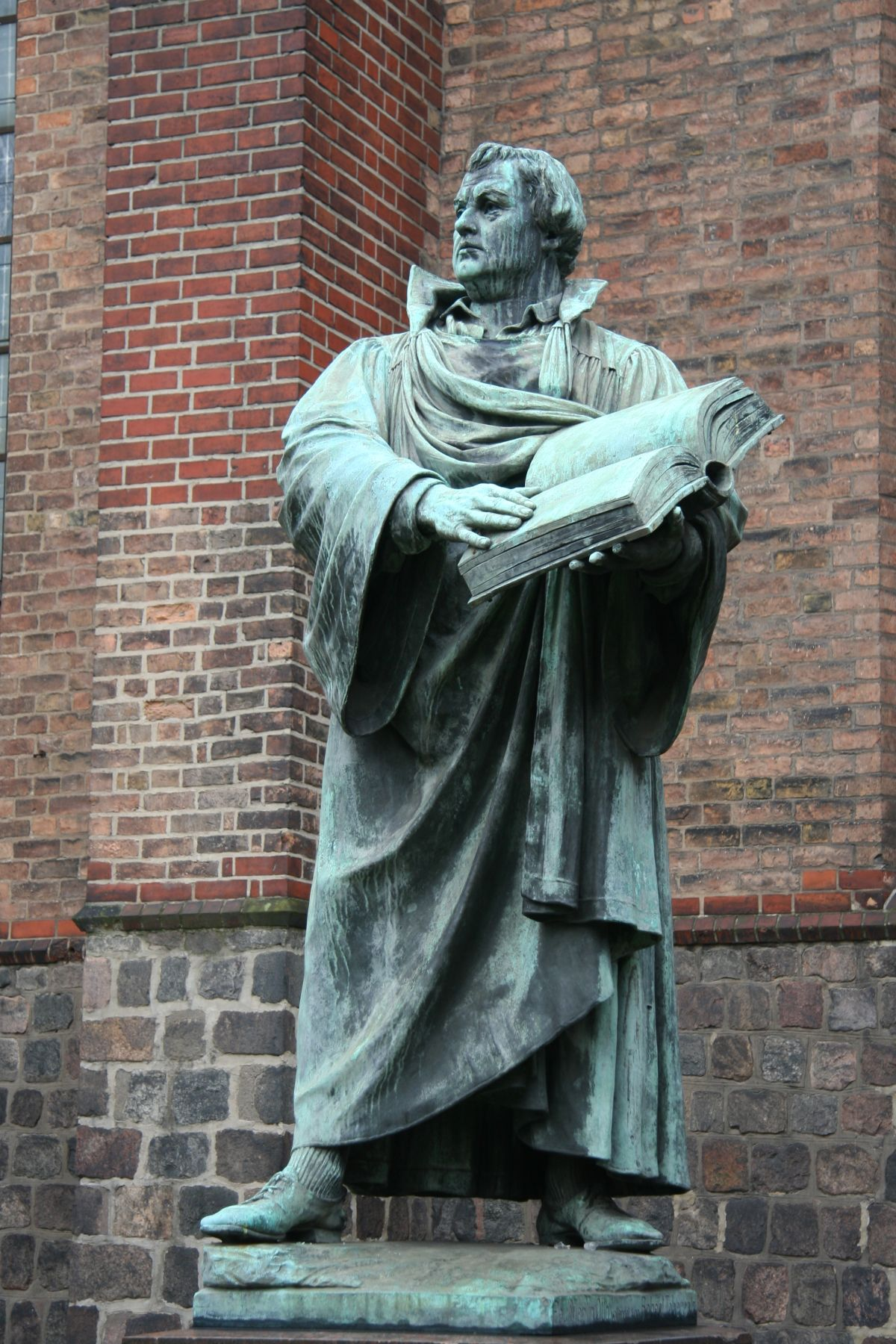
Luthermonumentet i Berlin.

Robert Toberentz, född den 4 december 1849 i Berlin, död den 31 juli 1895 i Rostock, var en tysk skulptör.
Toberentz studerade vid akademien i Berlin och för Johannes Schilling i Dresden, vistades 1872–75 i Rom, blev 1879 professor i Breslau och var från 1891 verksam i Berlin. Han började i Rauchs ideella stil och övergick i Rom till den riktning, som Begas representerar. Bland hans verk finns Vilande hjort (brons 1877, Nationalgalleriet i Berlin), Forngrekisk bildhuggarinna (naken figur, liggande), Barbarossas ryttarstaty för Kaiserhaus i Goslar. Toberentz fullbordade det av Paul Otto komponerade Luthermonumentet i Berlin.